# Sibiloi-Nationalpark
Der Sibiloi-Nationalpark liegt im Norden Kenias am Ostufer des Turkana-Sees. Er wurde 1997 von der UNESCO als Teil der Turkanasee-Parks zum Welterbe erklärt, nachdem er bereits 1973 von der kenianischen Regierung als Nationalpark unter Schutz gestellt worden war.
Die Region um den Turkana-See gehört zu den schwach besiedelten und abgelegenen Teilen Kenias. Der Wert des 1570 Quadratkilometer großen Gebietes liegt nicht nur in einem artenreichen Ökosystem mit dem wichtigsten Brutgebiet in Afrika für Nilkrokodile, sondern auch in der bedeutenden Fundstätte für Fossilien von Hominini und deren Vorfahren sowie anderen Säugetieren. In dem Gebiet Koobi Fora wurden 1972 der etwa 2,5 Millionen Jahre alte Homo rudolfensis entdeckt sowie 1999 der 3,5 Millionen Jahre alte Kenyanthropus platyops.

## Biodiversität
Abgesehen vom schwach salzigen Turkana-See wird die Landschaft vor allem durch eine aride Halbwüste geprägt. Neben einer Vielzahl von Vögeln und Reptilien kommen diverse Säugetiere wie beispielsweise die Giraffengazelle, die Beisa-Antilope, die Tiang oder der gefährdete Kleine Kudu und Grevyzebras vor.